# Patrick, Isle of Man
Patrick är en parish i Isle of Man. Den ligger på den västra delen av Isle of Man, 15 km väster om huvudstaden Douglas. Antalet invånare är 1 527. De största byarna i Patrick är Dalby, Foxdale, Patrick och Glenmaye.